# فنمور (آریزونا)
فنمور (به انگلیسی: Fennemore) یک منطقهٔ مسکونی در ایالات متحده آمریکا است که در آریزونا واقع شده‌است. فنمور ۳۶۶ متر بالاتر از سطح دریا واقع شده‌است.